# 徐州路
徐州路，元朝时设置的路。
至正八年（1348年），因扼京杭大运河的南北要冲升徐州置，治所在彭城县（今江苏徐州市）。至正十二年（1352年），降为武安州。明朝初年，复为徐州。 